# Acianthus sinclairii
Acianthus sinclairii är en orkidéart som beskrevs av Joseph Dalton Hooker. Acianthus sinclairii ingår i släktet Acianthus och familjen orkidéer. Inga underarter finns listade i Catalogue of Life.